# Федеріка Аумульєр
Федеріка Аумульєр (ісп. Federica Haumüller; нар. 5 грудня 1972) — колишня аргентинська тенісистка.
Найвищу одиночну позицію світового рейтингу — 102 місце досягла 25 червня 1990, парну — 182 місце — 5 лютого 1990 року.
Здобула 1 одиночний титул ITF WTA ATP.
Завершила кар'єру 1991 року.

## Фінали за кар'єру

### Одиночний розряд (1 перемога)
| Ранг | Дата           | Турнір                      | Tier   | Покриття          | фіналіст          | Рахунок       |
| 1    | 11 грудня 1989 | The Rainha Classic, Гуаружа | Tier V | Тверде (outdoors) | Патрісія Тарабіні | 7–6(9–7), 6–4 |

## Фінали ITF

### Одиночний розряд (0–2)
| Результат | Ранг | Дата           | Турнір                   | Покриття | Суперниця    | Рахунок       |
| --------- | ---- | -------------- | ------------------------ | -------- | ------------ | ------------- |
| Поразка   | 1.   | 30 жовтня 1988 | Монтевідео, Уругвай      | Ґрунт    | Елікс Крік   | 3–6, 6–3, 3–6 |
| Поразка   | 2.   | 7 травня 1989  | Борнмут, Велика Британія | Ґрунт    | Андреа Носай | 3–6, 0–6      |

### Парний розряд (3–0)
| Результат | Ранг | Дата              | Турнір                   | Покриття | Партнерка          | Суперниці                        | Рахунок       |
| --------- | ---- | ----------------- | ------------------------ | -------- | ------------------ | -------------------------------- | ------------- |
| Перемога  | 1.   | 29 листопада 1987 | Буенос-Айрес, Аргентина  | Ґрунт    | Флоренсія Лабат    | Silvia Correa Марія Еухенія Ваго | 7–6, 6–2      |
| Перемога  | 2.   | 16 жовтня 1988    | Сантьяго, Чилі           | Ґрунт    | Флоренсія Лабат    | Ріта Крус Ліма Нурія Ньємес      | 6–2, 4–6, 6–0 |
| Перемога  | 3.   | 7 травня 1989     | Борнмут, Велика Британія | Ґрунт    | Катаріна Бернстейн | Керолайн Біллінгем Андреа Носай  | 6–0, 4–6, 6–2 |